# Amastus tumbilla
Amastus tumbilla är en fjärilsart som beskrevs av Paul Dognin 1897. Amastus tumbilla ingår i släktet Amastus och familjen björnspinnare. Inga underarter finns listade i Catalogue of Life.